# Dušan Porubský
Dušan Porubský (Trencsén, 1876. június 2. – Trencsén, 1924. április 9.) szlovák újságíró, a Szlovák Hírügynökség (szlovákul Slovenská tlačová kancelária) alapító tagja.

## Pályafutása
Trencséni gimnáziumi tanulmányait követően jogot tanult Budapesten. 1897-től a Budapesten megjelenő Slovenské noviny szlovák napilap, illetve 1903 és 1910 között a szintén szlovák nyelven megjelenő Slovenský týždenník állandó munkatársa. 1910 és 1914 között a Slovenský denník szerkesztőségének tagja. Az 1918 decemberében Zsolnán megalakuló Szlovák Hírügynökség vezetőjeként, majd a Cseh Hírügynökséggel való egyesülés után annak szlovákiai kirendeltségének igazgatói tisztségét töltötte be 1922-ig.